# 1093
1093 (MXCIII) fue un año común comenzado en sábado del calendario juliano.

## Nacimientos
- Conrado III, emperador del Sacro Imperio.

## Fallecimientos
- Constanza de Borgoña, reina consorte de León. Hija de Roberto I de Borgoña y nieta de Roberto II de Francia, rey de Francia. Esposa de Alfonso VI de León y madre de Urraca I de León.